# Оболенский, Леонид Леонидович (дипломат)
Леони́д Леони́дович Оболе́нский (1873—1930) — советский государственный и партийный деятель, один из первых советских дипломатов.

## Биография
Родился в 1873 году в семье журналиста — Леонида Егоровича Оболенского (псевдоним Матвей Красов), издателя журнала «Русское богатство», известного своими романами из крестьянской жизни.

Отец, сын маленького уездного чиновника, старый революционер, народоволец, привлекался по каракозовскому делу… в ссылке женился на моей матери, по происхождению крестьянке. Княжеского в моём происхождении ничего не имеется— Архив ГЭ, ф. 1, оп.13, ед. хр. 616, л. 50–51
Получил образование на юридическом факультете Петербургского университета, серьёзно увлекался музыкой, обучался композиции у Н. А. Римского-Корсакова. Находился на государственной службе, являлся податным инспектором в городе Арзамас Нижегородской губернии, затем был переведён на службу в Нижний Новгород. Являлся членом правления Крестьянского поземельного банка, имел чин коллежского советника (1913).
С 1915 года член РСДРП, меньшевик, проживал в Перми и находился под надзором полиции. В Адрес-календаре губернии на государственной службе уже не значился. По воспоминаниям своего сына, занимался общественной и политической деятельностью. После Октябрьской революции примкнул к большевикам, состоял в уральской коммунистической организации, работал в Пермском губкоме, а вскоре был назначен на Восточный фронт в 3-ю Красную армию — казначеем.
С 1919 года в Москве, работал в Наркомате финансов РСФСР, являлся членом коллегии и одновременно заведовал отделом налогов и пошлин. Член Малого Совнаркома РСФСР.
В 1920 году был переведён в Народный комиссариат по иностранным делам РСФСР, был одним из членов правительственной делегации РСФСР, подписавшей 12 июля 1920 года мирный договор с Литвой.
В качестве заместителя председателя делегации РСФСР участвовал в подписании Рижского мирного договора, завершившего советско-польскую войну.
С 1921 года — советник Полпредства РСФСР в Варшаве. Член правительственной делегации РСФСР по вопросам подписания торгового договора между РСФСР, Украиной и Польшей.
С 16 октября 1923 по 4 октября 1924 года — советский полпред в Польше.
С 1929 года — начальник Главного управления по делам искусств Народного комиссариата просвещения РСФСР.
В 1930 году, в последний год своей жизни, в течение нескольких месяцев возглавлял Эрмитаж. Как писал в одном из писем его сын, тоже Леонид Леонидович:
<...отец ничего не успел продать и ничего переставить. Успел только покрасить Зимний в бирюзовый цвет, каковым он был до того, как его выкрасили в красно-коричневый, цвета запекшейся крови...>
Страдал тяжёлым заболеванием. Умер 26 сентября 1930 года.